# Ensemble Daedalus
El Ensemble Daedalus es un grupo de música antigua dedicado principalmente a la interpretación de música del Renacimiento. Fue fundado en 1986, en Ginebra, con artistas procedentes del Centre de Musique Ancienne de Ginebra y de la Schola Cantorum Basiliensis. Está dirigido por Roberto Festa.

## Discografía
- 1990  – Il Cantar Moderno. (Accent 10068).
- 1991  – El Cancionero de la Catedral de Segovia. (Accent 9176).
- 1992  – O Vergin Santa non m'abbandonare. Laudi Veneziane e Fiorentine del XV e XVI secolo. (Accent 9289).
- 1994  – Canzoni villanesche alla Napolitana. (Accent 94107).
- 1995  – Jacquet de Berchem: La Favola di Orlando. (Accent 95112).
- 1996  – Salomone Rossi: The Two Souls of Solomon. (Accent 96119).
- 1998  – The Anatomy of Melancholy. (Accent 98128).
- 1999  – Saturn and Polyphony. (Accent ACC 198 130 D).
- 2003  – Johannes Prioris : Requiem - Missa super "Allez Regrets". (Accent 23155).
- 2005  – Delizie Napolitane. Old Neapolitan Love Songs. (Accent 23159)
- 2006  – Orlande de Lassus: Oracula. Prophetiae Sibyllarum. Lectiones Sacrae. (Alpha 095).

Álbumes junto con otros grupos:
- 2000 – Resonanzen 2000. Vox populi, Vox Dei. ORF "Edition Alte Musik". (CD 252, 3 CD).